# Глухівська вулиця (Київ)
Глу́хівська ву́лиця — вулиця в Подільському районі міста Києва, місцевість Біличе поле. Пролягає від Білицької до Замковецької вулиці.
Прилучаються Паркова і Полкова вулиці.

## Історія
Вулиця виникла у середині XX століття під назвою 121-ша Нова. Сучасна назва — з 1944 року, на честь міста Глухова Сумської області.